# Новогрудский замок
Новогру́дский за́мок (бел. Навагрудскі замак, пол. Zamek w Nowogródku) — замок, некогда находившийся в городе Новогрудок, был одним из ключевых опорных пунктов и одной из мощнейших крепостей в Великом княжестве Литовском, ныне его руины располагаются на склонах замковой горы. Уникальный памятник оборонительной архитектуры эпохи средневековья, древний центр Новогрудка, резиденция великих князей Великого княжества Литовского. Существовал с XIII по XVII века. Сохранились фундаменты укреплений с постройками и руины башен.

## Появление замка и постепенное возведение укреплений

### Первый этап

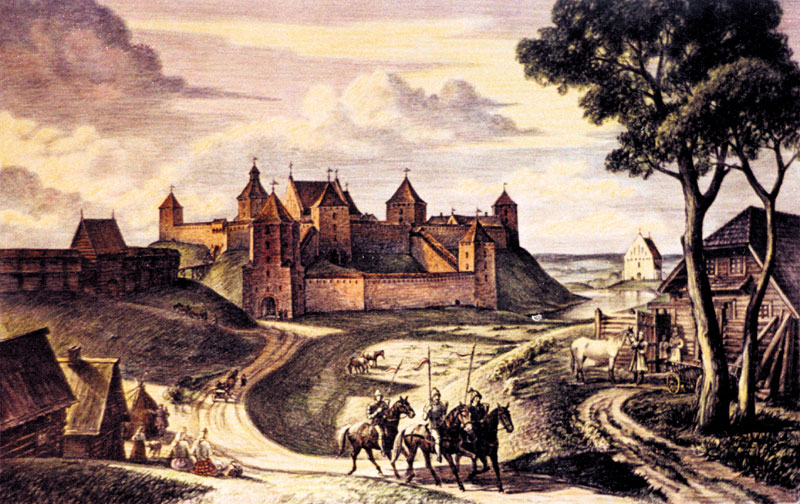
Новогрудский замок. Реконструкция Виктора Сташченюка.

До середины XIII века центральным городским укреплением был расположенный на Замковой горе деревянный новогородский детинец, имевший характерные черты многих древнерусских детинцев. Во второй половине XII века были возведены мощные дубовые срубы. Есть мнение, что сам замок в Новогрудке был построен после 1241 года литовским князем Эдивилом, на месте более раннего детинца XI века. Великий князь литовский Миндовг основал в Новогрудке столицу литовского государства, здесь его крестили и в 1253 году он был коронован как король Литвы. Во второй половине XIII века, во времена правления Миндовга, была построена первая каменная башня-донжон, сложенная из больших тёсаных камней на извёстке, она относилась к башням волынского типа. Башня имела четырёхгранную форму и стояла с северной стороны детинца, замыкая кольцо земляного вала. Теперь она находится в земле на глубине 7,5 метров, а на ней, как на мощном фундаменте, стоит каменная башня Щитовка.
Эта башня сыграла большую роль в обороне замка. В 1274 году галицко-волынские и татарские войска безрезультатно штурмовали город. Многочисленные попытки отрядов крестоносцев захватить замок (в 1314 году штурмом руководил магистр Генрих Плоцке, в 1391 году — магистр Конрад фон Валленрод, в 1394 году — магистр Конрад фон Юнгинген и маршал Вернер Тетинген) также были безуспешными.

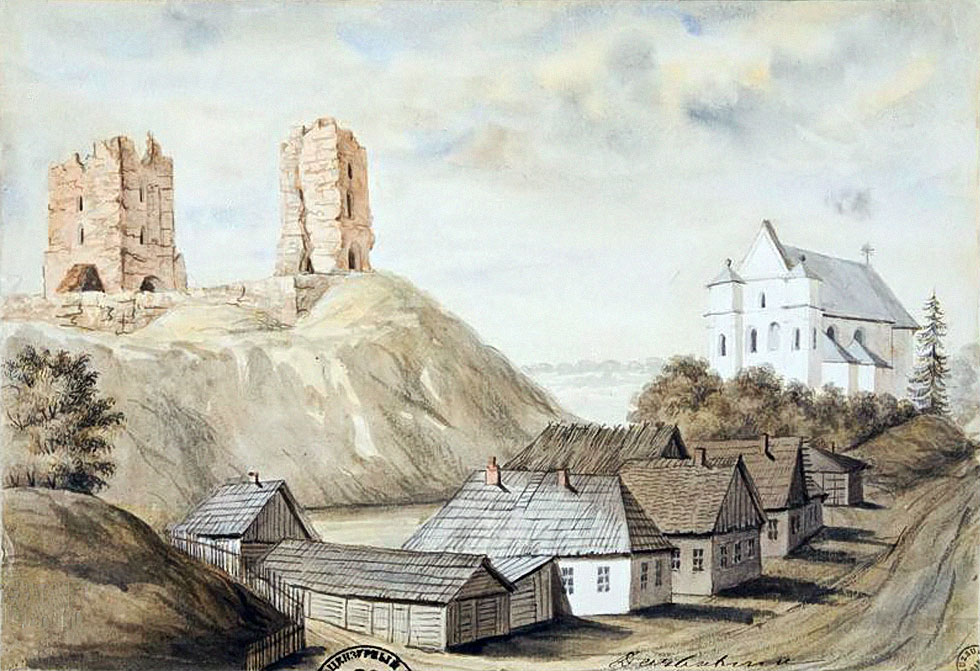
Наполеон Орда. Руины Новогрудского замка. 1876 год

В результате нападений верхние ярусы башни были сильно повреждены и в конце XIV века башня была отстроена заново, но уже из кирпича. Она выросла на остатках старой башни и в плане также имела форму квадрата. Она получила название Щитовка (Щитовая, Центральная), что говорит само за себя — это был надёжный щит средневекового города. Новая башня была пятиэтажной, с перекрытиями из балок. Общая её высота достигала 25 метров. Толщина стен была около 3-х метров, их прорезали бойницы, а внизу был проём для замковых ворот. Ворота наглухо замыкались изнутри башни и во время осады превращались в самостоятельный опорный пункт. В южной стене Щитовки вверх шла каменная лестница, которой пользовались воины во время нападений. Возможно, внутри башни, между этажами, имелись и деревянные лестницы для повседневного использования, поскольку отдельные этажи использовались как жильё.

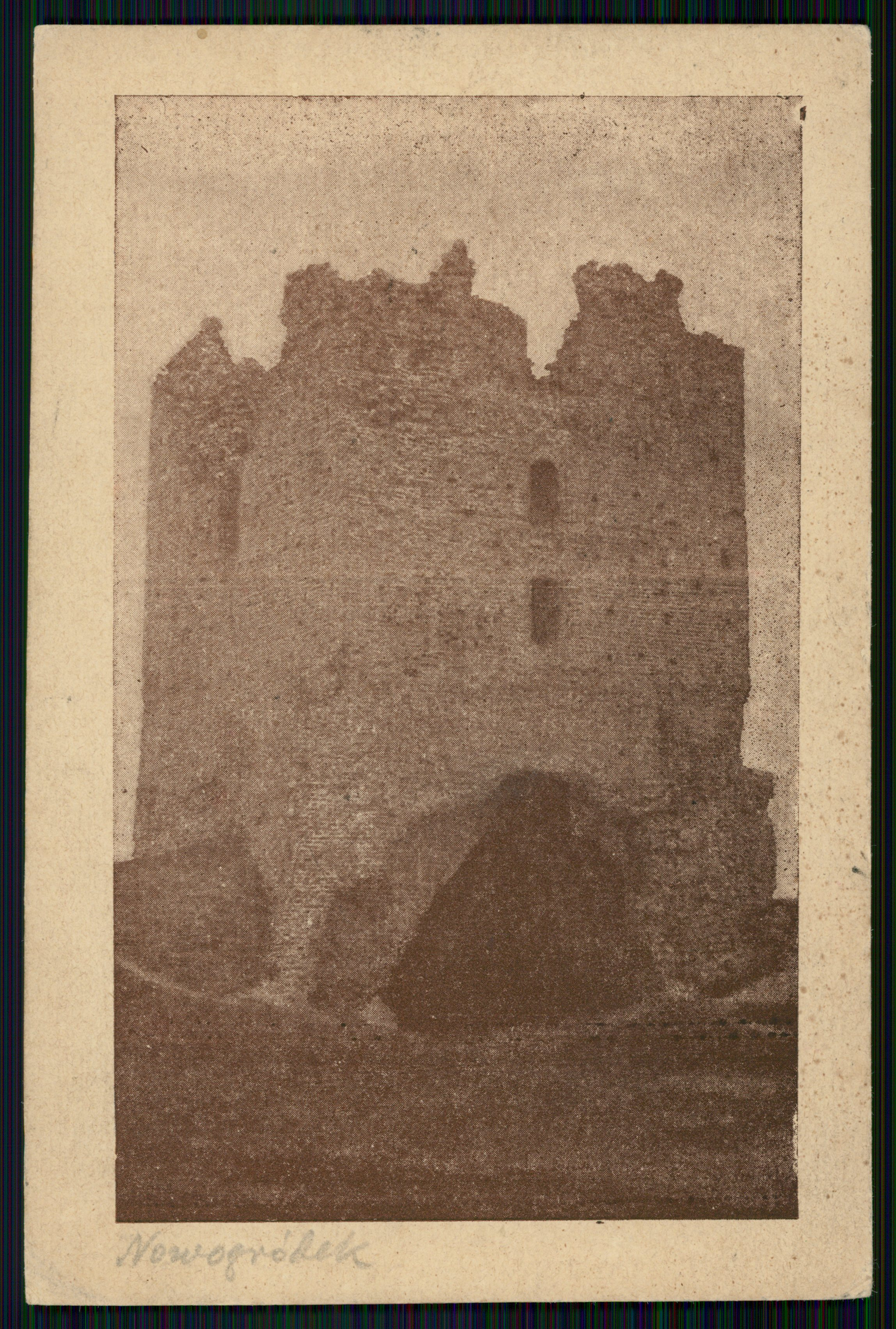
Остатки башни Щитовка. Фото начала XX века.

По-видимому, до конца XIV века, Щитовка была единственным каменным укреплением замка. Но в конце XIV — начале XV века в Новогрудском замке началось возведение каменных стен, которое проходило в несколько этапов. Сначала были построены три каменные башни и стены между ними. Справа от Щитовки была построена высокая призмоподобная Костёльная башня. С востока от неё шло второе прясло каменных стен длиной около 80 метров и толщиной 2,5 метра, которое вело до следующей башни, называемой Малыми воротами. Малые ворота и Костёльная башня имели по несколько этажей с перекрытиями из балок, а на каждом этаже были бойницы.

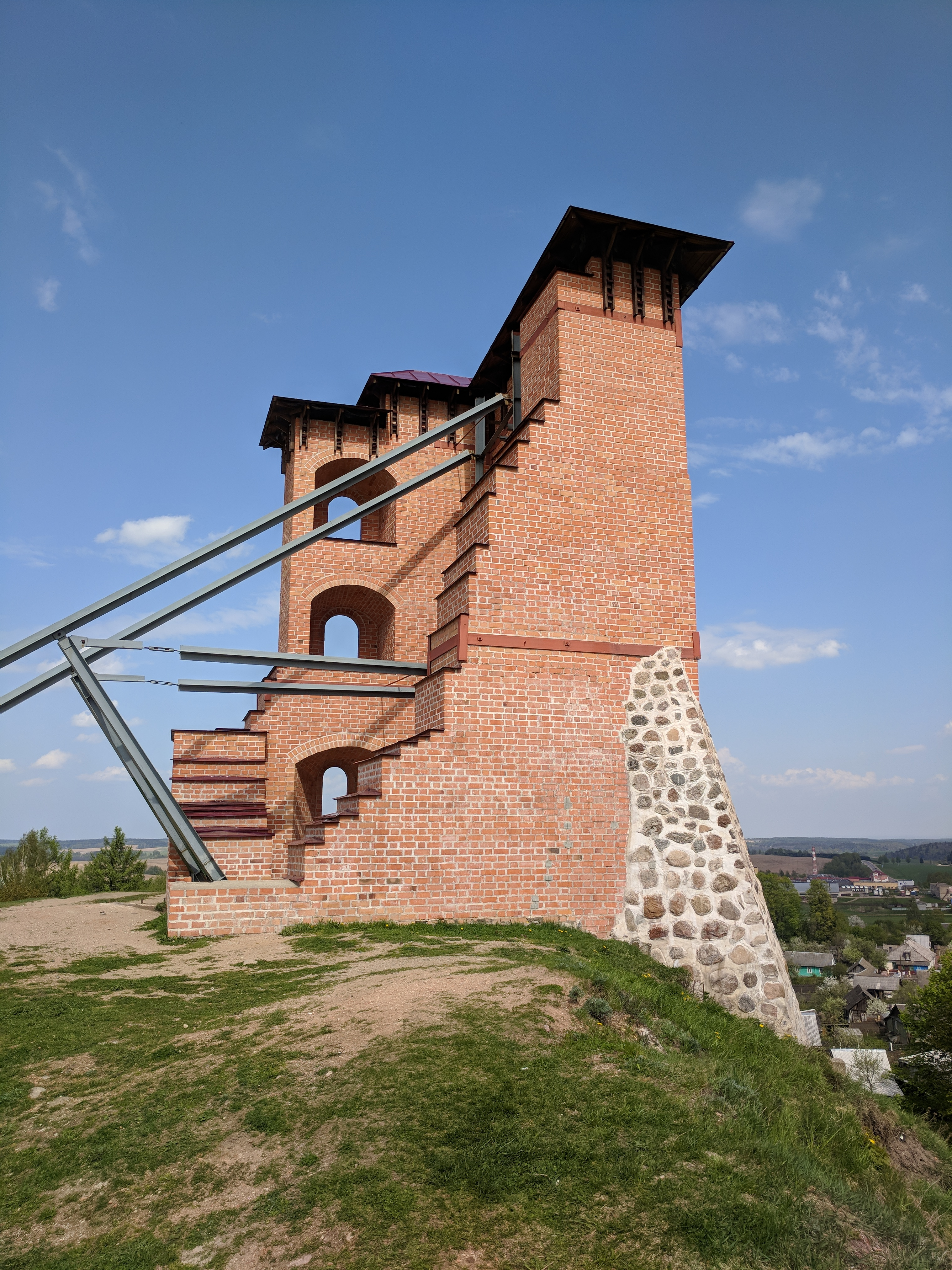
Остатки Костёльной башни. Вид на башню после реконструкции.

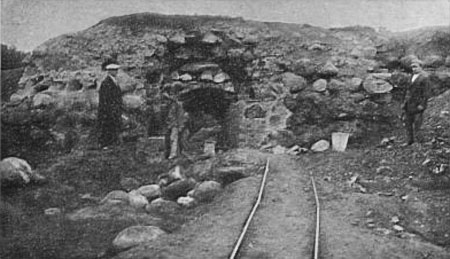
Остатки Малых ворот, 1929 год.

Поворачивая от Малых ворот на запад, шло 70-метровое прясло стен, конструктивно связанное с башней Посадской. Правое прясло стены вело от Посадской башни до северного края горы и смыкалось в северо-западном углу замкового вала с деревянными укреплениями, которые шли до Щитовки.
Уже в XIV веке на территории замка существовал каменный храм — церковь Успения Пресвятой Богородицы, известный из письменных источников XVI-XVII веков. До 1775 года в нём проходили заседания Трибунала — высшего апелляционного суда Великого княжества Литовского. К северу от храма стоял двухэтажный каменный дворец, который просуществовал до середины XVII века.

### Второй этап
Второй этап возведения укреплений Новогрудского замка пришёлся на начало XV века, когда была построена Колодезная башня и ещё одно прясло стены у основы замковой горы. В Новогрудском замке, находящемся на высокой горе, колодца не было, но вода имелась у подножия, где на восточном склоне били родники. Над одним из них и была поставлена Колодезная башня.

### Третий этап
В начале XVI века в северо-западном углу Новогрудского замка была возведена большая каменная башня Дозорная. Между ней и Щитовкой построили каменную стену, толщиной 2 метра. Таким образом, новое прясло замкнуло кольцо каменных укреплений, окончательно вытеснив деревянные сооружения.

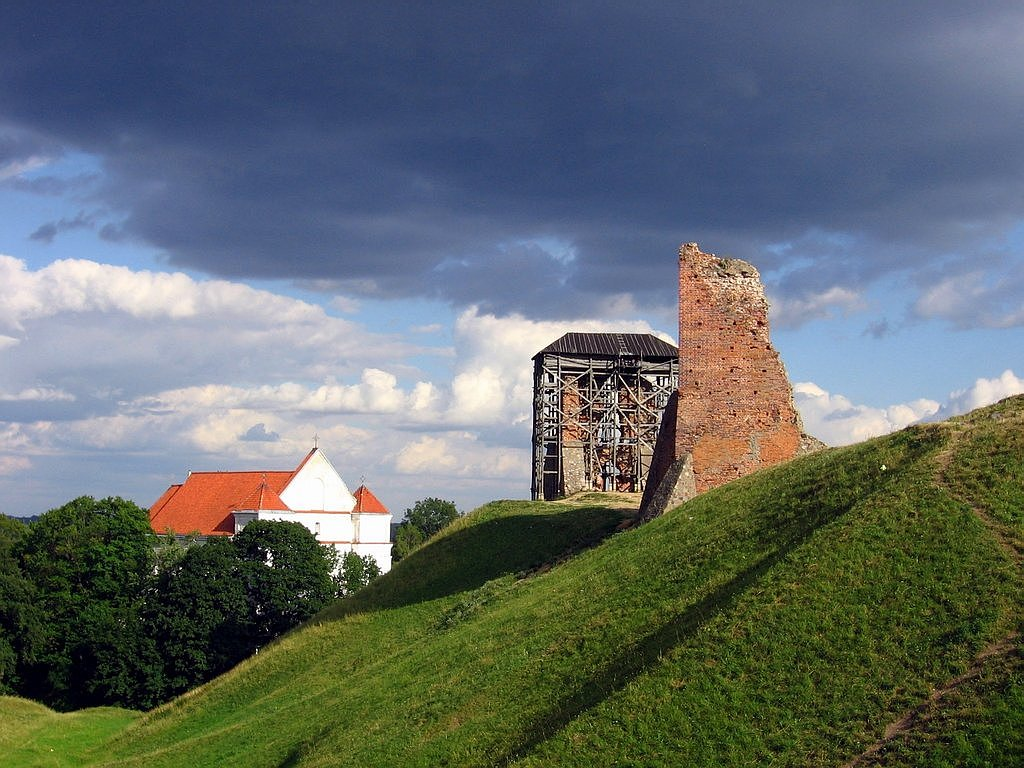
Панорама замка, вид со стороны холма Адама Мицкевича.

Развитие артиллерии и усовершенствование тактики осады на протяжении XV—XVI веков сделали Малую браму не совсем надёжной, что вынудило начать строительство дополнительной башни у юго-восточного склона горы. Новые Мещанские ворота стали центром форбурга, который охранял дорогу в замок. Эти дополнительные укрепления значительно повысили обороноспособность замка.
Таким образом, в XVI веке Новогрудский замок был одним из сильнейших в Белоруссии и единственным, имевшим семь башен. Он дополнительно усиливался укреплениями с северной и северо-восточной сторон, где находились большой земляной вал и широкий оборонительный ров.

## Разрушение замка

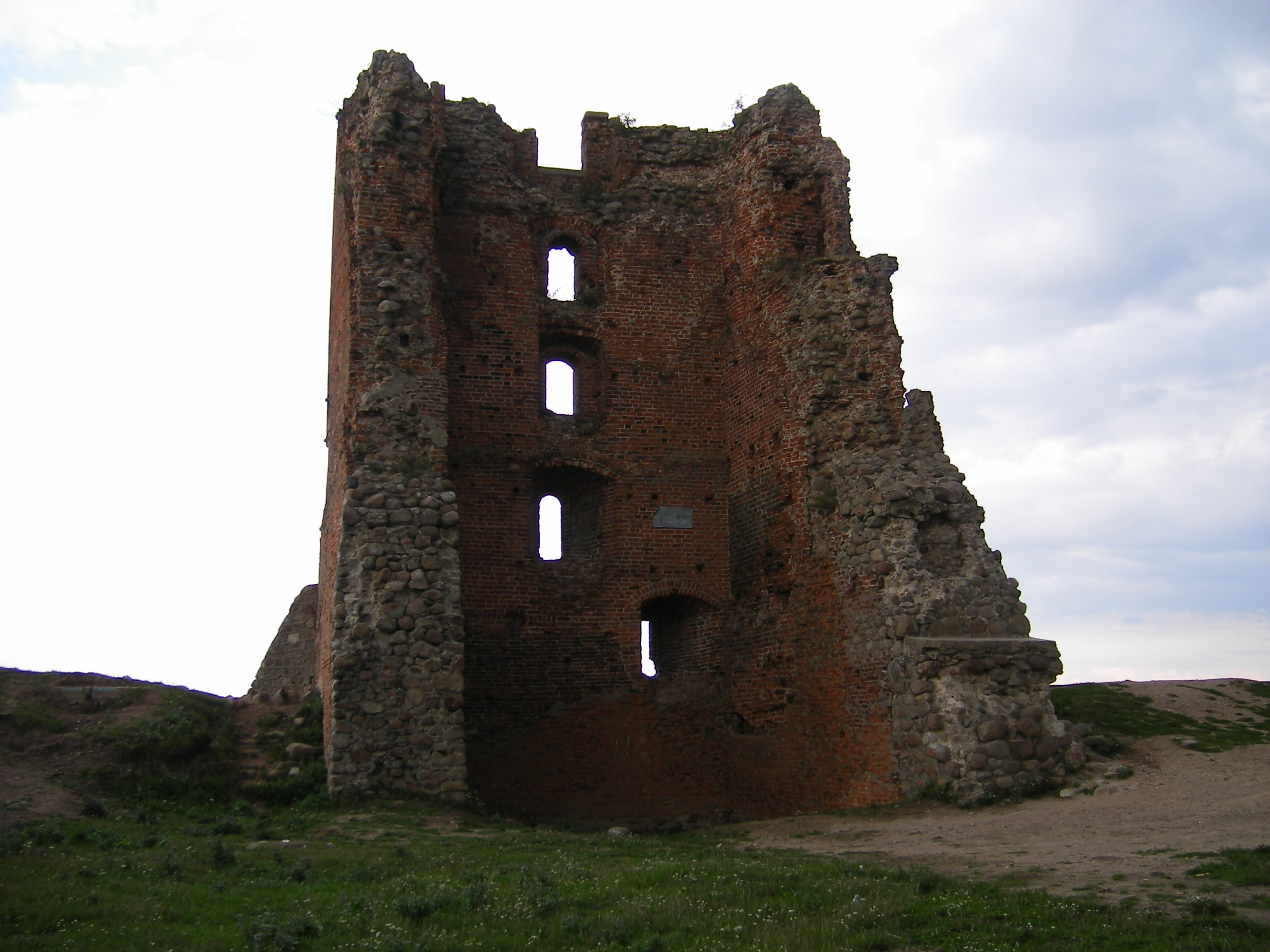
Руины башни Щитовки

С течением времени Новогрудский замок утратил своё стратегическое положение, начал разрушаться. Во время войны 1654—1667 годов московские войска дважды брали Новогрудок. В 1655 году его заняли казаки Ивана Золотаренко, а в 1660-м частично восстановленный замок был занят войсками князя Ивана Хованского. Башни замка Мещанская, Колодезная, Малая надвратная и Посадская, а также прясла стен были разрушены до фундаментов. Во время Северной войны были окончательно уничтожены местные укрепления: в 1706 году шведы, проходившие через город, взорвали их остатки.
В 1802 году литовский генерал-губернатор Беннигсен дал приказ разобрать остатки замковых стен с целью вымостить улицы города. Но две башни частично сохранились. В конце XIX века на территорию замка через пролом в стенах стали свозить со всего Новогрудка мусор, который покрыл двухметровым пластом руины древних построек.

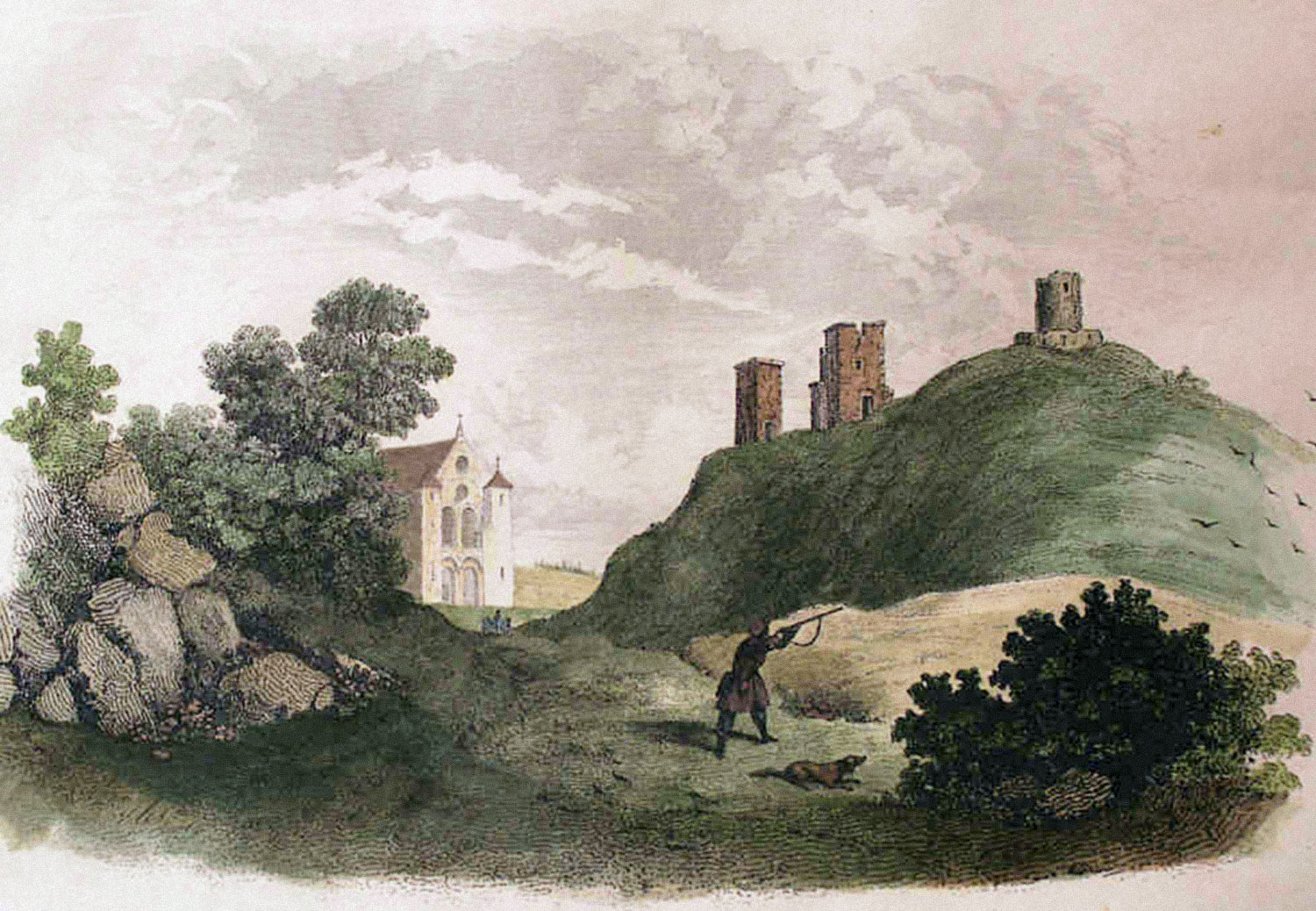
Замковая гора. О. Алес, 1835 год.

В 1906 году обрушилась половина Щитовки, в 1914 году — значительная часть Костельной башни.
В настоящее время[когда?] башня Щитовка продолжает разрушаться, так как с проведением реставрационных и консервационных работ по ней не торопятся. Если посмотреть на фотографии 2000-х и сравнить с теперешними[когда?], то увидим, что эркер подвергся значительному разрушению.

## Современное состояние

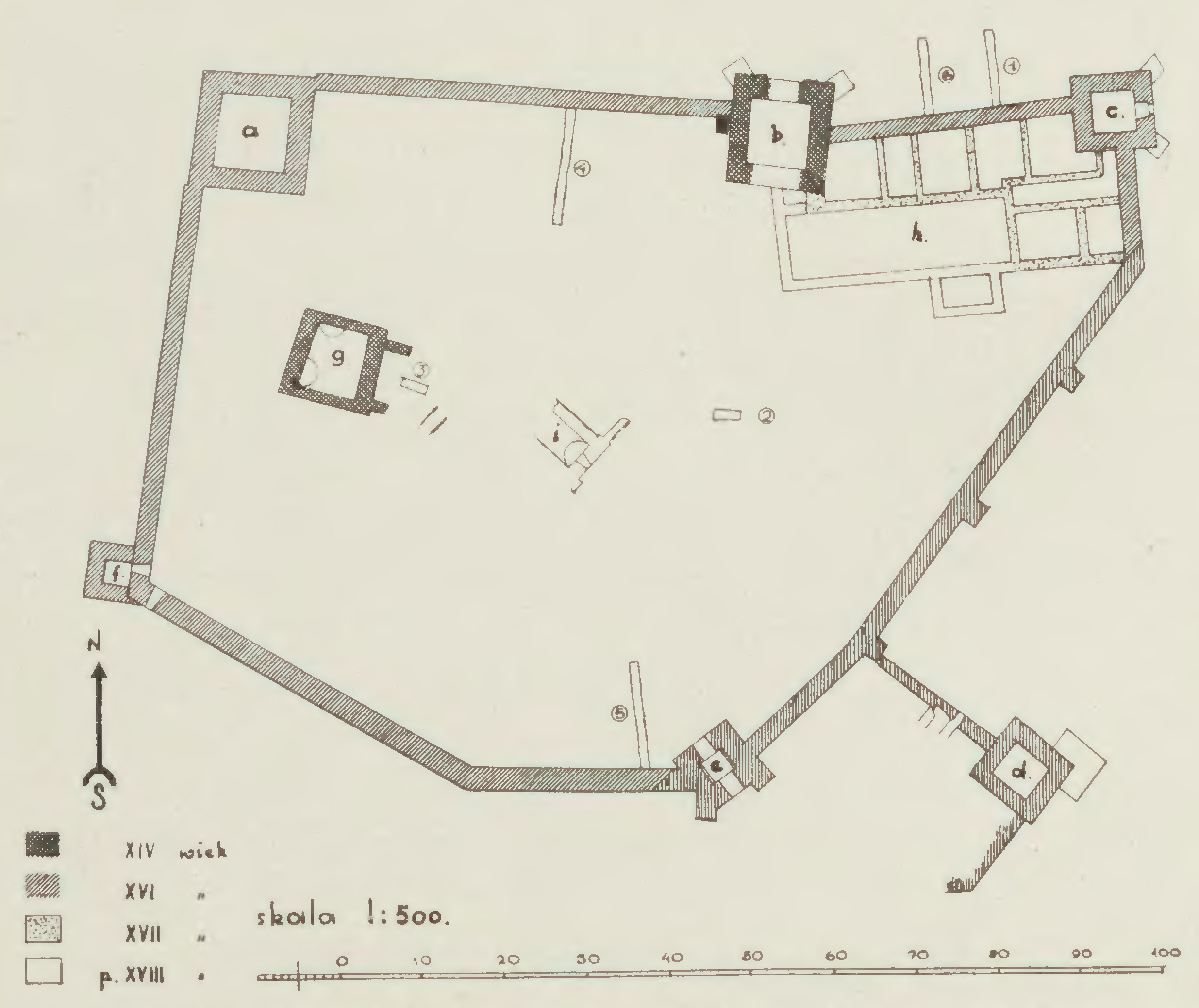
План замка, 1930 год.

Только в 1921 году Новогрудский замок был взят под охрану, в 1922-1930 годах польские археологи провели консервацию руин башен, а рухнувшие стены Костёльной башни сложили снова. С 1956 года в Новогрудке работали советские археологи. На данный момент[когда?] сохранились только остатки Костёльной башни и Щитовки.
Консервацию башен этого, одного из крупнейших оборонительных сооружений Центральной Европы XVI века, планировалось завершить (на май 2011 года) в ближайшие пять лет, данное решение вызвало (2015) разноречивые мнения.
Согласно госпрограмме «Замки Беларуси», в 2012—2015 годах планировалась консервация руин Новогрудского замка с восстановлением его композиционной структуры и исторической застройки, приспособлением к современным социально-культурным потребностям.

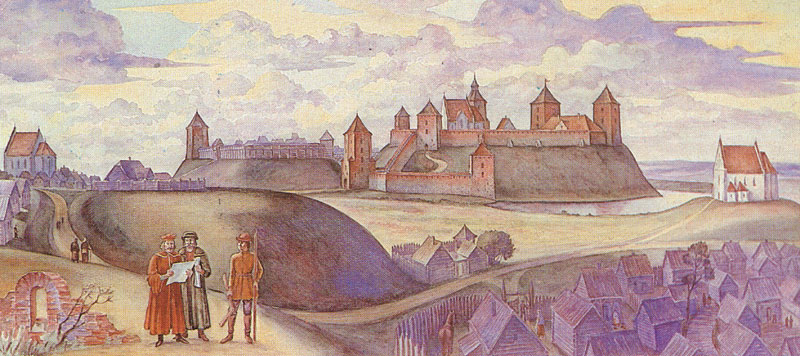
Современная реконструкция замка.

Был сделан вывод, что восстанавливать здания, хранящие артефакты от XIII до XVI веков, нецелесообразно. Была утверждена концепция «прочные руины», разработанная и рассмотренная на Республиканском научно-методическом совещании, целью которого являлось раскрытие всех семи башен Новогрудского замка, а также прясел. Таким образом будет обозначен замок в размерах XVI века.
Металлическая конструкция и пригруз из кирпича сохранят руины Костёльной башни, стабилизируют её и завершат консервацию объекта, со временем, когда учёные будут убеждены в том, что стабилизация произошла успешно, пригруз будет убран.
Понижать всю паперть не планируется. Валы, бывшие по периметру, также частично будут открыты. На самом паперти никаких построек возводиться не будет.
Согласно постановлению Совета Министров от 3 июня 2016 года № 437 Новогрудский замок включён в число 27 объектов, расходы на сохранение которых (в части капитальных расходов) могут финансироваться из республиканского бюджета.
В 2021 году завершён один из этапов реконструкции руин Новогрудского замка, включающий строительство организованного водоотвода с территории детинца, а также усиление склона от Костельной башни до Входной башни с устройством дренажной системы у основания вала.
На конец 2024 года раскрыты и законсервированы руины всех стен и башен на Замковой горе, за исключением башни Щитовки. Вокруг стен выложена каменная отмостка, на входе установлены металлические ворота, а также в августе месяце на Костельной башне установлен флагшток с государственным флагом Республики Беларусь. Разработан проект восстановления башни Щитовки, обещано начать работы уже в текущем году. В башне планируется открыть музей с холодной экспозицией, основу фонда которого будут составлять экспонаты, которые сейчас хранятся в Новогрудском историко-краеведческом музее.
На территории замка ежегодно проводятся рыцарские фестивали.